# Man! I Feel Like a Woman!
«Man! I Feel Like a Woman!» — восьмий сингл третього студійного альбому канадської кантрі-співачки Шанаї Твейн — «Come On Over» (1997). У США і Канаді пісня вийшла в березні 1999, в Британії — 20 вересня 1999. Пісня написана Шанаєю Твейн і Робертом Джоном Лангом; спродюсована Робертом Джоном Лангом. Музичне відео зрежисерував Пол Бойд; прем'єра музичного відео відбулась 3 березня 1999. Сингл отримав платинову сертифікацію від американської компанії RIAA, австралійської компанії ARIA, британської компанії BPI та новозеландської компанії RMNZ. Пізніше пісня увійшла до збірника Твейн «Greatest Hits» (2004).

## Музичне відео
Музичне відео зрежисерував Пол Бойд. Зйомки проходили у місті Нью-Йорку, США 11 січня 1999. Прем'єра музичного відео відбулась 3 березня 1999.

## Список пісень
CD-сингл для Австралії
1. "Man! I Feel Like a Woman!" (Original Radio Edit) (3:53)
2. "I'm Holdin' On to Love (To Save My Life)" (Pop Mix) (3:44)
3. "Love Gets Me Every Time" (Mach 3 Remix) (3:43)
4. "Man! I Feel Like a Woman!" (Alternate Mix) (3:53)

CD-сингл для Британії — Частина 1
1. "Man! I Feel Like A Woman!" (Country LP Version) (3:53)
2. "Love Gets Me Every Time" (Live/Direct TV Mix) (3:51)
3. "Any Man of Mine" (4:09)

CD-сингл для Британії — Частина 2
1. "Man! I Feel Like A Woman!" (Country LP Version) (3:53)
2. "Don't Be Stupid (You Know I Love You)" (Extended Dance Mix) (4:44)
3. "Any Man Of Mine" (4:07)

CD-сингл для Європи
1. "Man! I Feel Like A Woman! (3:54)
2. "Don't Be Stupid (You Know I Love You)" (Extended Dance Mix) (4:44)

Максі CD-сингл для Європи 1
1. "Man! I Feel Like A Woman!" (3:53)
2. "That Don't Impress Me Much" (3:38)
3. "Black Eyes, Blue Tears" (Live/Direct TV Mix) (4:22)
4. "Man! I Feel Like A Woman!" (Alternate Mix) (3:53)

Максі CD-сингл для Європи 2
1. "Man! I Feel Like A Woman!" (3:53)
2. "Black Eyes, Blue Tears" (Live/Direct TV Mix) (4:22)
3. "That Don't Impress Me Much" (India Mix) (4:42)
4. "Man! I Feel Like A Woman!" (Alternate Mix) (3:53)

## Чарти
Тижневі чарти
| Чарт (1999-2000)                          | Місце |
| ----------------------------------------- | ----- |
| Australian Singles Chart                  | 4     |
| Austrian Singles Chart                    | 11    |
| Belgium (Ultratop 50 Flanders) (Фландрія) | 16    |
| Belgium (Ultratop 50 Wallonia) (Валлонія) | 7     |
| Canada Country Tracks (RPM)               | 2     |
| Canada Top Singles (RPM)                  | 17    |
| Canada Adult Contemporary (RPM)           | 9     |
| European Hot 100 Singles                  | 10    |
| France French Singles Chart               | 3     |
| Germany German Singles Chart              | 33    |
| Irish Singles Chart                       | 8     |
| Netherlands Dutch Top 40                  | 7     |
| Netherlands Single Top 100                | 10    |
| New Zealand Recorded Music NZ             | 1     |
| Scotland (Official Charts Company)        | 2     |
| Spanish Singles Chart                     | 11    |
| Swedish Singles Chart                     | 20    |
| Swiss Singles Chart                       | 43    |
| UK Singles (Official Charts Company)      | 3     |
| US Billboard Hot 100                      | 23    |
| US Billboard Hot Country Songs            | 4     |
| US Billboard Adult Contemporary           | 16    |
| US Billboard Adult Top 40                 | 12    |
| US Billboard Mainstream Top 40            | 19    |
| US Billboard Top 40 Tracks                | 20    |

Річні чарти
| Чарт (1999)                               | Місце |
| ----------------------------------------- | ----- |
| Australian Singles Chart                  | 44    |
| Belgium (Ultratop 50 Flanders) (Фландрія) | 95    |
| Canada Country Tracks (RPM)               | 25    |
| Canada Adult Contemporary (RPM)           | 66    |
| Netherlands Dutch Top 40                  | 34    |
| Netherlands Single Top 100                | 60    |
| New Zealand Recorded Music NZ             | 15    |
| UK Singles (Official Charts Company)      | 47    |
| US Billboard Hot 100                      | 77    |
| US Billboard Hot Country Songs            | 38    |
| Чарт (2000)                               | Місце |
| Belgium (Ultratop 50 Wallonia) (Валлонія) | 49    |
| France French Singles Chart               | 22    |

## Продажі
| Країна               | Сертифікація (таблиця продажів та сертифікатів) | Продажі    |
| -------------------- | ----------------------------------------------- | ---------- |
| Австралія (ARIA)     | Платина                                         | +70,000    |
| Бельгія (BEA)        | Золото                                          | +25,000    |
| Нова Зеландія (RMNZ) | Платина                                         | +15,000    |
| Британія (BPI)       | Платина                                         | +600,000   |
| США (RIAA)           | Платина                                         | +1,000,000 |